# Nicolau Mir Rosselló
Nicolau Mir Rosselló (Palma, 10 de maig de 2000) és un gimnasta mallorquí. Obtingué la medalla d'or per equips als Jocs Mediterranis 2018. Als europeus de Berlín de 2018, va acabar sisè en la modalitat de grup.